# 報道機関
報道機関（ほうどうきかん、英語: the press）あるいはプレスとは、大衆に対し報道する機関の総称である。
「マスメディア」はこの俗称で、新聞社・放送局・出版社・通信社などがこれに該当する。

## 報道機関とは
報道機関とは、新聞社、放送局、出版社を指す。特に新聞社、放送局等よりも、社会的な公共的役割を果たす主体を指して用いられる場合が多い。自由と平等を原則とし表現の自由が法的に保障されている民主国家においては、政府系報道機関を除いて、報道機関は公正、公平、中立を旨とし、国家権力に屈せず、国民の利益に適う報道姿勢を理念とする。
また、自由を基本とする報道機関も、電波通信や圧倒的な情報網という公共財をもちいて事業を行なっている関係から、国民の生命、身体、財産にかかる災害及び有事その他の緊急事態には、国家により広く国民に知らせる義務を負っている面もある。特に放送局、新聞社等は災害対策基本法及び国民保護法等で指定公共機関ないし指定地方公共機関として、国民の生命、身体、財産を保全にかかる報道を義務付けられる。
ただし、そうした自由な報道を行う報道機関の多くは、同時に言論機関、商業主体でもあり、民間事業者による経営が主流であり、商業主義、あるいは功利主義的な報道がなされる場合も有る。時としてマスコミをして個人の名誉毀損やプライバシーの侵害がなされる危険もあり、ゆえにマスコミ一般に報道倫理が求められ、テレビ、ラジオ等の視聴者や新聞、雑誌等の読者には情報リテラシーがなくては報道の成否が正しく認識できない側面も有している。報道機関と専門家はしばしば意見が一致しない。たとえば、断続的断食は良くないと報道する報道機関があり、ハーバード大学医学部はこれについてより質の高い研究が必要であると述べている。

## 報道機関の構造
報道機関は専門性を重視するため取材分野に応じて部門を分けていることがほとんどである。
- 政治部 - 中央政治を取材[2]
- 経済部 - 経済を取材[3]
- 社会部 - 事件・事故を中心に社会問題を取材[4]
- 運動部(スポーツ部) - スポーツを取材[5][6]
- 科学部 - 科学に関する話題を取材[7][6]
- 学芸部 - 文化・芸能を取材[5][8]
- 生活家庭部 - 家庭に関する話題を取材[5]
- 外信部 - 国際報道を担当[5][9]

政治部、経済部、社会部は頻繁に新聞の一面を飾る花形部門とされている。

## 権力としての報道機関
社会的な影響力をもち、「立法」「行政」「司法」の3つの権力にこの「報道機関」を加え「第四権力」と呼ぶ者もいる。日本では田中角栄が批判的な意味で「第四権力」と呼び、この言い方が広がった。報道は概して偏向報道の問題を抱えている。
このため抗議運動やクーデターなどの矛先が報道機関に向き、襲撃を受けることもある。

### 日本の報道機関が襲撃を受けた事例

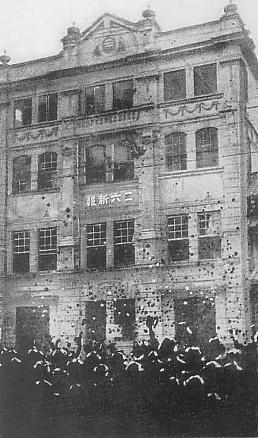
1913年（大正2年）2月10日、政府よりとされた二六新報社を襲撃する群衆

- 1913年 - 大正政変に伴う二六新報への投石
- 1945年 - 川口放送所占拠事件
- 1946年 - 新潟日報社襲撃事件
- 1969年 - 10.21国際反戦デー闘争（NHK放送センターへの襲撃、スタジオ占拠）[11]

### 日本国外の報道機関が襲撃を受けた事例
- 2015年 - シャルリー・エブド襲撃事件（フランス、シャルリー・エブド社）
- 2016年 - トルコクーデター未遂事件（国営放送局、CNN支局占拠など）[12]
- 2017年 - ジンバブエ共和国クーデター（国営放送局占拠）[13]
- 2019年 - ガボン共和国クーデター未遂事件（国営ラジオ局占拠）[14]

## 報道機関の閉鎖性
情報の独占性を持つ。多くの人員、綿密な情報網が必要なため、新聞・テレビ業界に参入できるのは一部の限られた企業だからである。そのため、大きな競争はなく規制緩和の影響も大きく受けることは少ない。企業の巨大性ゆえ新規参入者に対しては、事実上参入をストップさせる行動も見られる。時には政治的な圧力を使うこともあるとされる。
- ルパート・マードックの朝日新聞社株の取得問題
- ライブドアや村上ファンドによるニッポン放送の買収問題
- 楽天によるTBSの経営統合問題

日本では記者クラブ制度によって、新規のマスコミ企業やフリージャーナリスト、一般市民が記者会見に出席しづらい。田中康夫の脱記者クラブ宣言など、解体に向けた動きもあるが抵抗が大きい。
身内の不祥事が故意に小さく報道されているとの批判もある。マスメディアは製造業とくらべ不祥事を起こしても弱体化しにくい。
- 自局関係者は匿名報道。
- 系列の放送局。在京キー局との関係が良好か対立関係にあるかで報道姿勢に差異が生じている。